# Köttendorf
Köttendorf ist ein Ortsteil von Mellingen im Landkreis Weimarer Land in Thüringen. Da Teile des Ortes wüst gefallen sind, ist Köttendorf als Teilwüstung anzusehen.

## Lage
Der Weiler Köttendorf liegt südlich der Bundesautobahn 4 und ist mit dem nördlich der Bundesautobahn liegenden Mellingen mit einer Ortsstraße verbunden. Der Weiler liegt mitten in der Feldmark. Er war und ist landwirtschaftlich geprägt.

## Geschichte
Am 4. April 1253 wurde das Dorf erstmals urkundlich erwähnt.
Am nordwestlichen Rand der Teilwüstung Köttendorf befinden sich die Überreste einer hochmittelalterlichen Burg (Burg Köttendorf). Es handelt sich um eine ehemalige Hochmotte (Turmhügelburg). Der stark gestörte Burghügel hat eine abgerundet-viereckige Form, nur noch 2 m Höhe, und ca. 20 m Durchmesser. Er wird von einem Graben mit vorgelegtem, besonders im Osten abgetragenem Wall mit Resten eines weiteren Grabens umgeben. Noch im Jahre 1683 soll der Anbau einer Bastion mit Verbindungswällen zum Burghügel erfolgt sein. Bei der schon genannten urkundlichen Ersterwähnung wird 1253 ein „R. Hermann von Cotendorf“ und im Jahre 1395 „Hof und Dorf Kotendorf“ erwähnt. Mit dem Hof dürfte der  Adelssitz gemeint gewesen sein.
Auf dem Kammergut Köttendorf errichtete Herzog Wilhelm (Sachsen-Weimar) 1638 eine Schanze ähnlich der sog. Schwedenschanze.

## Kultur
Im Jahr 2017 wurde mit Unterstützung des Puppentheaterkunstschutzvereins e. V. eine Filiale (eine genaue Kopie der Originalbühne) des Lilikanischen Theaters eröffnet.